# Hawke’s Bay Today
Hawke’s Bay Today ist Neuseelands sechstgrößte regional erscheinende Tageszeitung und gehört zusammen mit The Dominion Post zu den jüngsten regulären Zeitungen des Landes.

## Geschichte
Hawke’s Bay Today entstand durch den Zusammenschluss des in Napier erscheinenden The Daily Telegraph und der aus Hastings kommenden Hawke’s Bay Herald-Tribune. Das Blatt erschien erstmals am 3. Mai 1999.

### Daily Telegraph
Der Daily Telegraph erschien als liberale Tageszeitung und in Konkurrenz zum konservativen Hawke’s Bay Herald erstmals am 1. Februar 1871. 1982 übernahm die Hawkes Bay News Limited zusammen mit der Hawke’s Bay Tribune das Blatt. Beide Zeitungen behielten zunächst ihren Namen und produzierten weiterhin ihre eigenen Ausgaben. Am 1. Mai 1999 erfolgte die Einstellung des Telegraph.

### Hawke’s Bay Herald-Tribune
Die Hawke’s Bay Herald-Tribune erschien erstmals im Januar 1937 und entstand aus der Fusion der beiden Tageszeitungen Hawke’s Bay Herald und Hawke’s Bay Tribune. Nach der Zusammenlegung mit dem Daily Telegraph erfolgte am 1. Mai 1999 die Einstellung der Herald-Tribune.

### Hawke’s Bay Herald
Die Ersterscheinung des Hawke’s Bay Herald lässt sich auf den 24. September 1857 datieren, anfänglich noch unter dem Namen Hawke’s Bay Herald and Ahuriri Advocate, ab 1858 aber ohne den Zusatz and Ahuriri Advocate. Von 1879 an wurde über 18 Jahre hinweg zusätzlich der Hawke’s Bay Weekly Courier herausgegeben. Nach dem Zusammenschluss mit der Hawke’s Bay Tribune erschien der Herald am 16. Januar 1937 zum letzten Mal.

### Hawke’s Bay Tribune
Die Hawke’s Bay Tribune entsprang aus dem 1896 gegründeten Hastings Standard und wurde im Jahr 1910 erstmals herausgegeben. Nach dem Hawke’s-Bay-Erdbeben vom 3. Februar 1931 übernahm das Zeitungshaus den Druck des Hawke's Bay Herald und fusionierte mit ihm im Januar 1937.